# 张国焘
张国焘（1897年11月26日—1979年12月3日），字恺荫，又名特立，江西萍乡人，中国共产党、中國人民解放軍創始人之一，中共早期领导人之一，是八一南昌起義主要發起人之一。張國燾在中共黨內資歷很深，長征後他領導的红四方面军的實力在中央紅軍之上。1932年进入鄂豫皖苏区，成为根据地事实上的领导者。1935年4月放弃川陕根据地开始长征。6月懋功会师后，反对中央北上的决定，10月率部南下川康，在卓木碉宣布另立“中央”。
1936年，彭德懷用計，取代張國燾，控制红四方面军。1937年3月在政治局扩大会议受到批判。1938年4月初，乘祭黄帝陵之机逃出陕甘宁边区，投靠中国国民党。4月18日被开除党籍。不久加入军统从事反共特务活动。1948年6月在上海创办《创进》周刊，同年11月去台湾。1949年转居香港。1968年移居加拿大多伦多。

## 生平

### 早年
张国焘出生于江西省萍乡县（今萍乡市上栗县金山镇山明村），父亲张鹏霄曾任象山知事。张国焘少时进私塾读书，1916年秋，考入北京大学理工预科，1919年从预科毕业转入本科。但是张没有读完本科，就成为职业革命家。在校期间参加了五四运动，担任北京学联主席，是北京学运领袖之一。五四時張國燾曾在市區講演被捕。
1920年跟随李大钊参与北京共產主義小組活动，参与创建中国共产党，1921年7月下旬在中共一大当选为中国共产党中央局三人团成员（任组织主任），是中国共产党的创始人之一。1921年8月11日隶属于中国共产党的中国劳动组合书记部（中华全国总工会前身）成立，总部設在上海，张国焘任首任总主任。1922年1月，参加远东革命团体第一次代表大会，并在大会上作报告介绍了中国无产阶级和农民处境、以及土地关系、学生运动和罢工运动等方面的情况。同年中共二大任中共中央执行委员会委员、中央组织部长。参加领导二七大罢工。在1923年6月中共三大上，因为反对与国民党合作，被批判左倾。
張國燾与他新婚不久的妻子杨子烈1924年5月21日在北京被直系军阀政府逮捕，張國燾在回忆录中称有一百多人抓捕名单，因时间紧急有文件未来得及烧毁，未受酷刑但有军阀强行按手模等行为。張國燾能作為中共一大代表並擔任主持人的重要角色，與李大釗對他的看重有很大關係。但是1924年張國燾被捕，在敵人嚴刑逼供下所寫的供詞中，排在前面的就是李大釗，這間接導致了李大釗1927年被敵人殺害。這個隱藏了多年的秘密，直到建國後，北洋政府的京師警察廳檔案解密後才真相大白。在1949年后整理北京档案时，发现張國燾当年文字材料，有当时北京的全体共产党员的名单与全国铁路系统党员名单，或与此有关（需要档案原件复印件的链接）。1924年10月，冯玉祥在南方国民党和苏俄暗中军事援助的支持下，发动甲子政变，監禁曹錕，釋放了赤色分子。1924年10月25日张国焘夫妇结束他们5个多月的铁窗生涯，重返中共中央并继续担任重要职务。 
1926年初，张作霖和吴佩孚联合起来，驱逐了冯的直系，成立安国政府。作为和冯玉祥部队与南方国民党政府重要联系人，以及集中国共产党的北方负责人、苏俄共产国际的代理人于一身的李大钊，当然是抓捕的主要对象。李大釗则带领全家立刻躲进了东郊民巷、苏联大使馆的原俄国兵营院内。1927年4月，李大釗被捕的主要原因，据阿班回忆录（Hallett Abend）记载，是由于他与同伴们受到追捕躲进苏联使馆后，把兵营院子变成了一个反北洋政府的中心，活动声响过于喧闹，被西方使馆的人员向中国政府抱怨，并允许政府军警进入使馆区内抓人，抓捕还包括许多苏联使馆的人员。从苏联大使馆截获有7卡车的秘密资料，连冯玉祥收苏联的支票都有。再说，李大釗在当时是很有名的人，并不用任何人的告密。当年处死李大钊的理由，据说有四：1 在南北战争期间，参与了军事谍报工作；2 与苏联政府勾结参与中国内战的证据；3 和冯玉祥国民军的秘密关系；4 作为国民党和共产党北方领导人进行的颠覆政府活动。 根据新史实表明，1927年4月李大釗的被捕和李渤海有关，他的牺牲与北洋政府对他的控罪有关。
1925年1月中共四大为中央执行委员会委员，中央农工部主任。参与领导五卅运动。

### 第一次国共内战时期

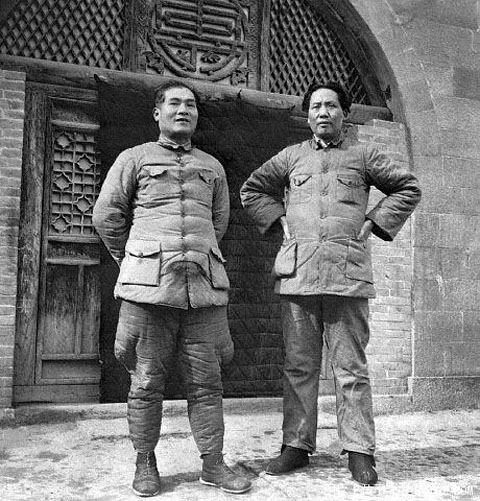
1938年张国焘和毛泽东在延安市

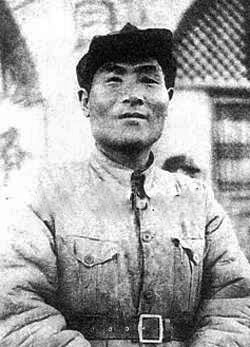

1927年四月中共五大张国焘当选为中央委员会委员，中央政治局常委。1927年7月为临时中央政治局常务委员会成员、负责人。1927年八七会议为临时中央政治局委员。1928年春，會隱居中的陳獨秀先生，曾慎重建議“應另行組織一個工農黨，…，三月初，…，就因陳先生的慎重，而作罷了。”（詳張國燾《我的回憶》第十三篇第二章）。1928年6月中共六大为中央政治局委员，并与瞿秋白一起任中共驻共产国际代表团代表。1930年11月回国，进入鄂豫皖根据地，担任中国共产党领导的红四方面军主要领导人。1931年發動白雀园肃反，同年11月中华苏维埃共和国临时中央政府成立时当选为中央执行委员会副主席。
在长征时期，1935年4月红四方面军放弃川陕根据地，张国焘说是为策应红一方面军。1935年6月，由洛甫（张闻天）、周恩来、毛泽东、朱德等领导的中央红军（红一方面军）与张国焘领导的红四方面军在四川懋功地区会师。当时的红四方面军有近八万人的强大实力，而红一方面军经过前一阶段的长征，只剩不足三万人。会师后6月26日召开两河口会议，张国焘取代周恩来出任红军总政治委員。因为张国焘坚持南下而中共中央坚持“北上路线”，中央红军与红四方面军分裂。张国焘在回忆录中称率红四方面军南下并非是反对北上，当时北上决定并未确定。9月9日，红四方面军政委陈昌浩稱张国焘发密电要求武力解决，得到叶剑英报告的毛泽东等不辞而别，仅率领红一军团和中央机关等组成的中央纵队北上，张国焘則率四方面軍及部分一方面军部队第二次过雪山草地南下。1935年10月5日，张国焘在四川马尔康县卓木碉开会，并决定另立“中国共产党中央委员会”（史称“第二中央”），张国焘任「中共中央主席」，「第二中央」宣布开除毛泽东、周恩来、博古、洛甫的党籍。张国焘以「党团中央」的署名向陕北的中共中央宣称：「此间已用中央、中共中央、中央政府、中央军委、总司令部等名义对外发表文件，并和你们发生关系」、「你们应称北方局，陕北政府和北路军，不得再冒用党中央名义」。
1935年11月3日，中共中央在陕北甘泉县下寺湾召开了政治局会议，决定：“对外使用中共西北中央局和中华苏维埃共和国中央政府西北办事处的名义；成立西北革命军事委员会。”
1936年1月22日中共中央政治局在陕北作出《关于张国焘同志成立“第二中央”的决定》。1936年1月23日朱德致电张闻天，提出“党内急谋统一”，“提议暂时此处以南方局，兄处以北方局名义行使职权，以国际代表团暂代中央职务，统一领导”。1936年1月24日，共产国际代表林育英根据中共中央的决定和朱德的提议，致电张国焘、朱德，电文称：“兄处可即成立西南局，直属代表团”。1936年2月14日，张闻天、林育英又致电朱德、张国焘：对政治决议既原则上同意，“组织上亦用西南局，则对内对外均告统一”。
中央红军在陕北与陕北红军以及先期到达陕北的红二十五军会师后，建立并巩固了陕甘宁根据地。南下期间损兵折将的张国焘被共产国际命令取消其“第二中央”，1936年6月6日，张国焘正式宣布取消“第二中央”、“中央军委”等，并准备成立中央西北局。1936年7月27日，中共中央批准红二、四方面军成立中央西北局，由张国焘任书记，任弼时任副书记，统一领导红二、四方面军的北上行动。张被迫带领红四方面军和贺龙、任弼时领导的红二方面军及红一方面军的部分部队一同北上，1936年10月在甘肅靜寧縣將台堡（今屬寧夏）與紅一方面軍會師。

红军三大主力会师后，彭德怀诱使张国焘脱离大部队，仅带数十人的警卫排进入根据地，由此解除了张国焘对红四方面军的指挥权，彭德怀带领的中央军委前进指挥所接替张国焘控制了红二、四方面军。根据中央命令，由红四方面军主力以及红九军团等部组成红军西路军，任命陈昌浩任中共西路军前委书记兼西路军政委，徐向前任总指挥。西路军在陈昌浩、徐向前等率领下，奉命向北。先是试图打通经中卫、阿拉善进入外蒙到苏联的补给线，后中共中央又接共产国际指示放弃北线，转而打通经甘肃、新疆到苏联的补给线。西路军在北上被宁马马鸿逵打击后，转而退入河西走廊，遭到青海军阀马步芳、马步青以及甘肃军阀马鸿宾的猛烈攻击。同时，由于中央军委和军委前指（彭德怀司令）指挥错误，致使西路军在河西走廊东突西冲，犹豫徘徊，始终不能摆脱被追杀的被动局面。经数月浴血拼杀后，将近3万人的西路军最终几乎全军覆没。仅有李先念率残兵1,000余人进入新疆，其余部队大部被歼，少部分被俘或被打散。被俘和被打散的一部分人员（如徐向前等）后来逃回陕北。由于红军未能打通陕北到苏联的补给线，使蒋更有信心剿灭红军；红军发动宁夏战役失败，也使东北军、西北军更难和红军正式、公开结盟，因为张学良希望与红军在打开与苏联通道后结盟，否则无法抵抗强大之中央军。同时，南方追击红军的中央军迅速北上，越来越接近陕北；张学良明知中央军到达陕西后，东北军不能继续与红军秘密合作，使张学良难以“剿共”与“联共”。1937年3月遭到毛澤東、張聞天、凱豐等之批判鬥爭。

張國燾於《我的回憶》第20篇第2章自述此時期心境：
“我回憶已往，覺得過去我不贊成這個或那個政策，反對這個或那個措施，為這件或那件事奔忙，都不免是枝枝節節之事。我討厭鬥爭和權力那些東西，覺得只是一些可笑的玩意兒。我覺得世界上甚麼事總有它黑暗的一面，政治就包含著罪惡，革命也不一定就是聖潔。至於那些為了某種政治需要，不惜拋棄道義的行為，更是可鄙。我當時還沒有決定脫離我自己所造成的圈子，但已經體會到這黑暗面的威脅，使我意識到共產主義運動的基本缺陷實在太大，這極端反動的專制獨裁會毀滅一切理想。”
1937年9月起，張國燾答應中共中央代理林伯渠之陕甘宁边区政府主席職務，之後漸被邊緣化，直至1938年4月初。

### 离党出走
国共第二次合作全面抗日后，1938年4月3日，时任陕甘宁边区政府副主席（一说是代主席）的张国焘借祭拜黄帝之名逃离延安，遇上蒋鼎文後，到了西安，投奔中国国民党。4月11日中共特工李克農率人在汉口火車站攔截住並扣押起來，周恩来到武汉，多次要求张回延安未果，最後決定讓張選擇回歸中共與否，張說願意被破門。4月18日，中共中央开除张的党籍。
張國燾脫離共產黨後，蒋中正视其为“对延安的致命打击”交给军统领导人戴笠“妥善运用”，但此后张国焘对中共（特别是主要以红四方面军为班底组成的八路军一二九师）进行的策反工作收效甚微。

### 晚年
1948年底因政治环境变化，举家迁到臺北市；1949年冬又移居香港。1949年至1952年10月张国焘任《中国之声》杂志社长；1966年开始为美国堪萨斯大学撰写《我的回忆》连载文章，并於香港明报月刊刊登中文版。1968年举家飞往加拿大。1960年10月，美国作家埃德加·斯诺在北京中南海采访毛泽东时问道：“您一生中最黑暗的时刻是什么时候？”毛泽东回答：“那是在1935年的长征途中，在草地与张国焘之间的斗争。”“当时党内面临着分裂，甚至有可能发生前途未卜的内战。”
1968年张国焘移居加拿大，1976年突然中风，右半身瘫痪；1979年12月3日在加拿大多伦多士嘉堡一個養老院病逝（又疑是冻死），后葬於多伦多东部士嘉堡交加區的松山墓园（Pine Hills Cemetery），終年82歲。《多倫多星報》亞洲局記者比爾·席勒（Bill Schiller）撰文引述张戎表示张国焘死前信基督教。

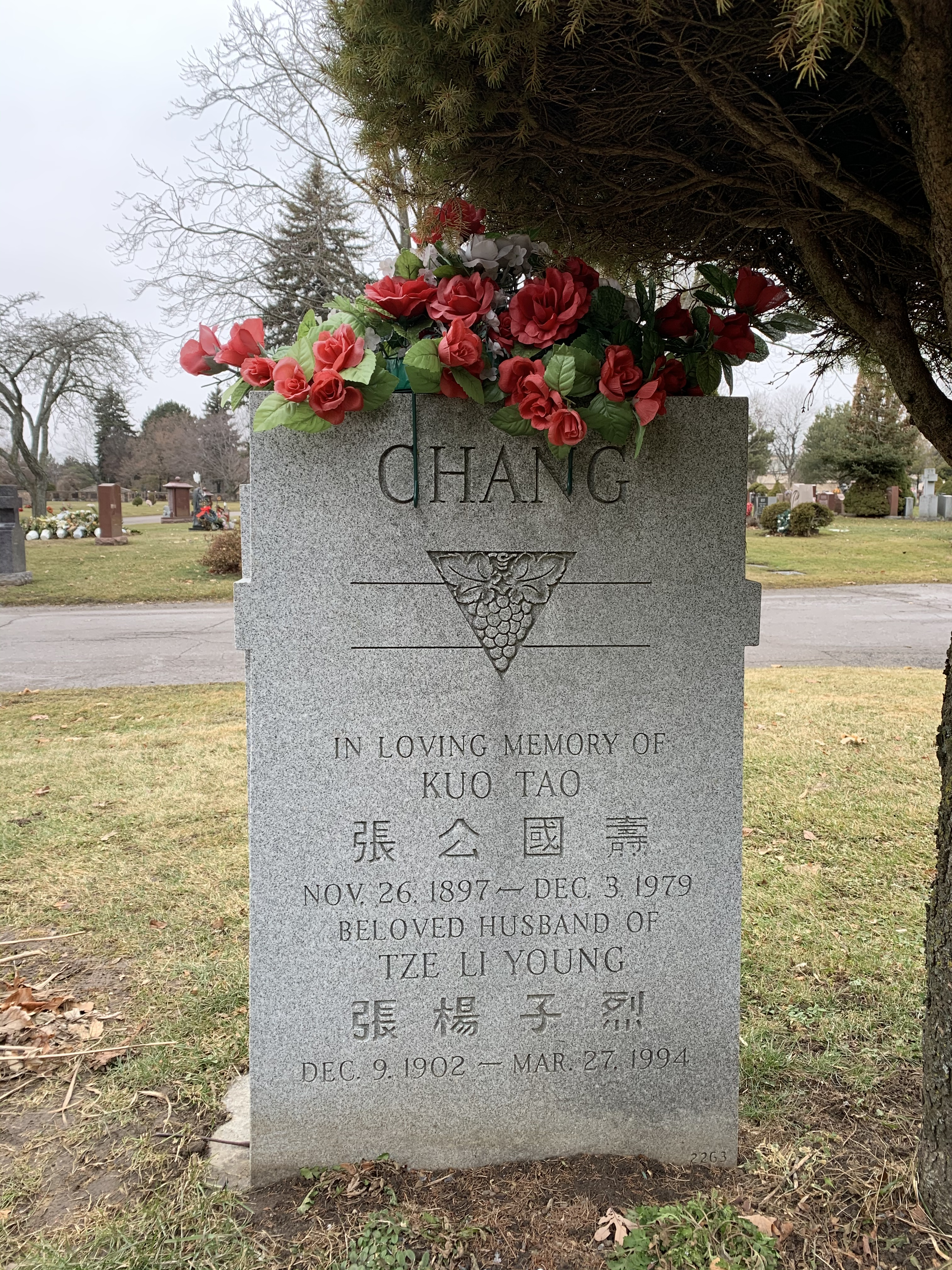
松山墓园中的张国焘墓

## 相关评价
“国破家亡，挺身立党，有始却无终，已辨忠奸留史册”。

“涛惊浪骇，分道扬镳，将功难补过，非凭成败论英雄”。

## 家庭
1924年，张国焘和杨子烈结婚。两人有3个儿子：张海威、张湘楚、张渝川，三人皆在美国与加拿大定居，分别是加拿大医生、工程师和大学教师。

## 著作与相关书籍
- 张国焘 著. . 刊於1971年至1974年连载於香港明报月刊，後於1974年该出版社结集成书；人民出版社以「现代史料编刊社」名义1980年11月初版，共两册；东方出版社1998年1月初版，共三册，ISBN 7-5060-0985-4；2004年3月重排再版，共两册，ISBN 7-5060-1701-6）(注释：因中共早期领导人物较少写回忆录，故本书突显其重要性。对於张国焘的书中言论，中共官方否認是事實，並出书反驳，而「我的回忆」一书在大陆皆以灰皮书（即「內部書」，因封面是黑底或灰底白字而得名）方式出版。
- 姚金果、苏杭 著.  2000年6月初版. 陕西人民出版社.   [2009-08-22]. ISBN 7224054941. （原始内容存档于2020-12-22）.
- 路海江 著.  2004年4月初版. 中共党史出版社. ISBN 7801369106.
- 张树军 著.  1997年12月初版. 河北人民出版社. ISBN 7202022168.
- 2003年出版. 香港中华儿女出版社.   [2006-07-09]. ISBN 962-86523-2-X. （原始内容存档于2008-04-23）.
- 刘统 著.  2004年5月出版. 广西人民出版社.   [2006-07-09]. ISBN 7219050305. （原始内容存档于2020-10-06）.
- 杨子烈 著.  1970年初版. 香港自联出版社.
- Hallet Abend 《My Life in China 1926 to 1941》 Harcourt, Brace and Company, New York 1943

## 延伸阅读
[在维基数据编辑]
 在维基共享资源阅览影像